# My Ex-Friend's Wedding
My Ex-Friend's Wedding är en amerikansk komedifilm som hade premiär den 10 maj 2024 i USA. Filmen är regisserad av Kay Cannon, som även skrivit filmens manus tillsammans med Taylor Jenkins Reid och Ashley Rodger.

## Handling
Filmen kretsar kring en grupp vänner som kvällen innan deras tidigare bästa väns bröllop ett  röstmeddelande från bruden där hon säger att hon gör ett misstag. Vännerna bestämmer sig för att försöka stoppa bröllopet.

## Rollista (i urval)
- Amanda Seyfried
- Ariana DeBose
- Liza Koshy
- Chloe Fineman
- Megan Stalter